# The Celator
The Celator è stata una rivista di numismatica antica e del mercato di monete antiche, fondata nel 1987 e chiusa nel 2012.

## Storia editoriale
È stata fondata nel 1987 da Wayne Sayles, un numismatico e commerciante di monete sotto forma di newsprint. The Celator è attualmente diretto e pubblicato da Kerry Wetterstrom sotto forma di rivista. Dal 1988 al 1995 è stato anche pubblicato annualmente il Best of The Celator.

## Riconoscimenti
Ha ottenuto riconoscimenti dalla Numismatic Literary Guild, tra cui "Best Column" (2004 e 2005), "Best Article" (2005 e 2006), e "Best Issue" (2006).